# International Aero Engines V2500
International Aero Engines V2500 (IAE V2500) — двухконтурный  турбовентиляторный двигатель  производства International Aero Engines (консорциум, объединяющий четырёх производителей авиадвигателей — американской Pratt & Whitney, британской  Rolls-Royce plc, японской JAEC и немецкой MTU; образован в 1983 году).

 
Эти двигатели устанавливаются на самолёты семейства Airbus A320 (модели A320, A321, A319 и Airbus Corporate Jet),на McDonnell Douglas MD-90, также на военно-транспортные Embraer C-390 Millenium.
Рыночная доля этого двигателя весьма значительная — порядка 21 % (больше только у CFM56 от GE/SNECMA, 23 %).

## Разработка
В демонстрационном двигателе RB401-06 для восьмой ступени и расширения блока RC34B[прояснить] использован компрессор высокого давления, разработанный британской компанией Роллс-Ройс, но на нулевой ступени его добавляют спереди, а на десятой ступени — с тыловой части. 
 Канадско-американское двигательное отделение компании Pratt & Whitney разработала камеру сгорания и двухступенчатую, с воздушным охлаждением, турбину высокого давления. 
 Японские разработчики из JAEC (Japanese Aero Engines) предоставили компрессорную систему низкого давления. 
 Немецкий производитель MTU Aero Engines отвечал за турбину низкого давления на 5-й ступени.
В 1988 году Федеральное управление гражданской авиации США одобрило и сертифицировало для полётов этот двигатель.
В 2011 г. 4000-й двигатель V2500 был доставлен на транспорте под бразильским флагом и установлен на 4000-м авиалайнере семейства Airbus A320 (модель A-319).

## Модификации

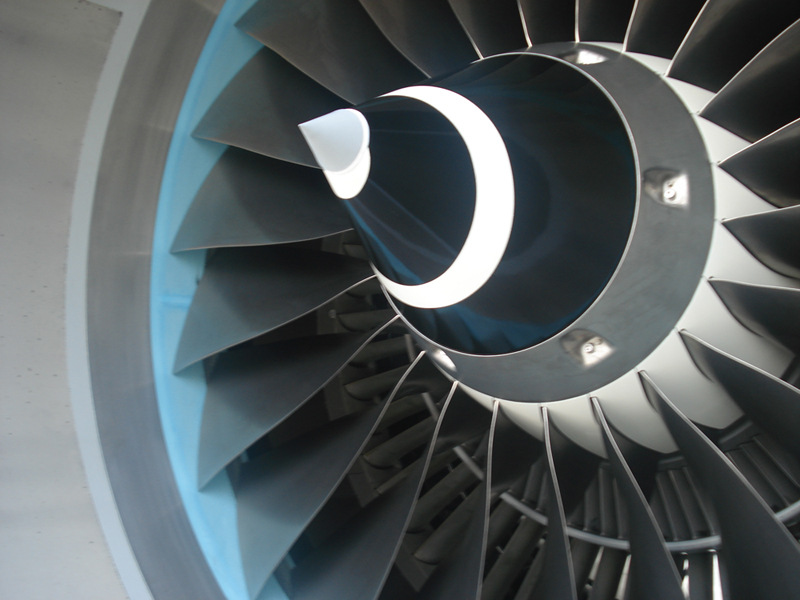
Вентилятор двигателя IAE V2500-A1, установленного на Airbus A320

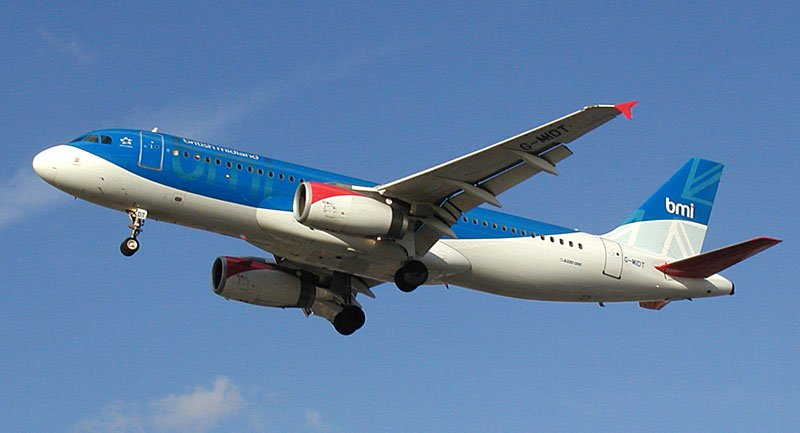
Двигатель V2500 в самолёте Airbus A320-232 компании Bmi

- V2500-A1 — первоначальная версия двухконтурного турбовентиляторного двигателя, предназначенная для установки на самолёт Airbus A320. Введена в строй совместно с Cyprus Airways.
- V2500-A5 — двухконтурный турбореактивный двигатель, предназначен для установки на лайнеры Airbus A319, A320, A321.
- V2525-D5 — двухконтурный турбореактивный двигатель, предназначен для установки на самолёт McDonnell Douglas MD-90-30.
- V2528-D5 — двухконтурный турбореактивный двигатель, предназначен для установки на самолёт McDonnell Douglas MD-90-30.

### V2533-A5
Для увеличения объёма потока на четвёртой ступени в двигателе базовой конфигурации был добавлен усилитель. Вместе с увеличением воздушного потока и лопастей это позволило повысить тягу до 33 000 фунтов (147 кН) с целью удовлетворения потребностей крупных лайнеров Airbus A321-200.

### Облегчённые модели
Для снижения уровня шума в четвёртой стадии относительно конфигурации -A5 были сделаны облегчённые версии двигателя:
- V2524-A5 тягой 23 500 фунтов (105 кН) для Airbus A319
- V2527-A5 тягой 27 000 фунтов (120 кН) для Airbus A320
- V2528-D5 тягой 28 000 фунтов (120 кН) для McDonnell Douglas MD-90-30.

## V2500SelectOne
10 октября 2005 International Aero Engines объявила о запуске V2500SelectOne с продажами компании IndiGo Airlines к двигателям авиалайнеров серии A320. V2500SelectOne является комбинацией набора улучшений производительности и соглашения на послепродажное обслуживание. В феврале 2009 года компания Pratt & Whitney обновила первый V2500-A5 для модернизации стандартного двигателя в рамках продаж SelectOne; авиадвигатель был собственностью US Airways и находился в эксплуатации с 1998 года.

## Использование
- семейство Airbus A320 (исключая модификацию A318)
- Embraer KC-390
- McDonnell Douglas MD-90

## Характеристики
| Тип      | Тяга (кН) | Степень двухконтурности | Коэффициент сжатия | Диаметр вентилятора (м) | Общая длина (м) | Масса (кг) | Год начала выпуска | тип авиасудна |
| -------- | --------- | ----------------------- | ------------------ | ----------------------- | --------------- | ---------- | ------------------ | ------------- |
| V2500-A1 | 111       | 5,4 : 1                 | 35,8 : 2           | 1,587                   | 3,2             | 2327       | 1989               | A320          |
| V2522-A5 | 97,86     | 4,9 : 1                 | 32,8 : 1           | 1,613                   | 3,2             | 2359       | 1992               | A319          |
| V2524-A5 | 106,75    | 4,9 : 1                 | 32,8 : 1           | 1,613                   | 3,2             | 2359       | 1996               | A319          |
| V2525-D5 | 111       | 4,8 : 1                 | 34,5 : 1           | 1,613                   | 3,2             | 2484       | 1995               | MD90          |
| V2527-A5 | 117,88    | 4,8 : 1                 | 32,8 : 1           | 1,613                   | 3,2             | 2359       | 1993               | A320          |
| V2528-D5 | 124       | 4,7 : 1                 | 35,2 : 1           | 1,613                   | 3,2             | 2484       | 1995               | MD90          |
| V2530-A5 | 139,67    | 4,6 : 1                 | 35,2 : 1           | 1,613                   | 3,2             | 2359       | 1994               | A321          |
| V2533-A5 | 146,80    | 4,5 : 1                 | 35,2 : 1           | 1,613                   | 3,2             | 2359       | 1996               | A321          |
| V2500-E5 | 155       | 4,6 : 1                 | 36,2 : 1           | 1,613                   | 3,2             | 2,484      | 2014               | KC-390        |